# 2746 Hissao
2746 Hissao este un asteroid din centura principală, descoperit pe 22 septembrie 1979, de Nikolai Cernîh.